# (4345) Rachmaninoff
(4345) Rachmaninoff est un astéroïde de la ceinture principale.

## Description
(4345) Rachmaninoff est un astéroïde de la ceinture principale. Il fut découvert le 11 février 1988 à La Silla par Eric Walter Elst. Il présente une orbite caractérisée par un demi-grand axe de 2,90 UA, une excentricité de 0,03 et une inclinaison de 2,9° par rapport à l'écliptique.

## Nom
L'astéroïde a été nommé en mémoire du compositeur et pianiste Sergueï Rachmaninov (1873-1943), considéré comme la dernière grande figure de la tradition du romantisme russe, et dont les compositions embrassent les genres de la symphonie ou des concertos et préludes pour piano. Bien qu'il se soit plus produit à Saint-Pétersbourg et à Moscou à la fin du XIXe siècle et au début du XXe siècle, il a notamment composé aux États-Unis, où il s'est exilé en 1934, la fameuse Rhapsodie sur un thème de Paganini, dont il était un interprète privilégié,.

## Compléments